# Inhibitor angiotenzin konvertujućeg enzima
Inhibitori angiotenzin konvertujućeg enzima (AKE inhibitori), su skup lekova koji se prvenstveno koriste za lečenje hipertenzije i kongestivnog zatajenja srca. Oni su danas uglavnom potisnuli većinu drugih antihipertenzivnih lekova, te se može reći da su AKE inhibitori lekovi prvog izbora u lečenju hipertenzije. Stoga su oni među najpropisivanijim lekovima.

## Istorija
Prvi ACE inhibitor bio je kaptopril. Razvoj kaptoprila je jedan od prvih velikih uspeha koncepta dizajna lekova baziranog na biohemijskim strukturama. Naime, renin-angiotenzin-aldosteronski sistem bio je pomno istraživan tokom sredine XX veka, te se došlo do spoznaje da ovaj sistem sadrži nekoliko važnih elemenata čijom manipulacijom bi se mogao povisiti krvni pritisak. Prve dve komponente koje su bile pokušane da se blokiraju su renin i angiotenzin konvertujući enzim (AKE). Kulminacija tih napora bila je izum kaptoprila, prvog AKE inhibitora.
Istorijski gledajući, prvi AKE inhibitor je otkriven u zmijskom otrovu brazilske zmije Bothrops jararaca. Naime, taj je otrov uzrokuje drastičan pad pritiska putem inhibicije angiotenzin konvertujućeg enzima. Iz otrova te zmije bio je izolovan teprotid koji je pokazivao osobine AKE inhibitora. Putem QSAR modifikacija dizajniran je kaptopril koji je uz pomoć svoje terminalne sulfhidrilne grupe mogao snažno blokirati AKE. Naime, istraživala se interakcija AKE inhibitora i tripeptidne sekvence Phe-Ala-Pro iz zmijskog teprotida i na osnovu tih saznanja osmišljeni su jednostavniji nepeptidni AKE inhibitori kao što su kaptopril i enalapril. Ali upravo je tripeptid fenilalanin-alanin-prolin nađen kao strukturni deo zmijskog otrova teprotida postao osnova svih AKE inhibitora i struktura tog tripeptida može se nazreti u skoro svim AKE inhibitorima. Kasnije se otkrilo da i neke druge zmije luče otrove koji sadržavaju materije s AKE inhibirajućim delovanjem.
Kaptopril je izumljen u laboratorijima tadašnje kompanije Squibb (koja je danas deo korporacije Bristol-Myers Squibb) na osnovu zmijskog teprotida. Međutim tokom kliničkih istraživanja kaptoprila došlo se do spoznaje da kaptopril poseduje određene nuspojave. Najdominantnije od njih su kašalj, osip i poremećaji ukusa (metalni ukus ili gubitak ukusa). Kašalj je nuspojava zajednička za sve AKE inhibitore, ali osip i poremećaji ukusa proizlaze iz sulfhidrilne grupe, a upravo njoj kaptopril može zahvaliti svoj veliki potencijal. Dodatni nedostaci kaptoprila bili su kratko poluvrijeme tako da ga je bilo potrebno uzimati 2-3 puta dnevno.
Razvoj novih AKE inhibitora s dužim poluvremenom kao što je enalapril doveo je do uklanjanja sulfhidrilne grupe. To je dovelo do postupnog povlačenja kaptoprila – iako se u nekim siromašnijim zemljama i dan danas koristi, on više nije među najkorištenijim AKE inhibitorima.

## Mehanizam delovanja
AKE inhibitori deluju modulacijom renin-angiotenzin-aldosteronskog sistema (RAS ili RAAS). Blokirajući angiotenzin konvertujući enzim, AKE inhibitori znatno (ali ne sasvim) blokiraju pretvaranje angiotenzina I u angiotenzin II. U isto vreme AKE inhibitori smanjuju degradaciju bradikinina. Stoga AKE inhibitori deluju na način da snižavaju krvni pritisak smanjujući nastajanje jakog vazokonstriktora (angiotenzin II) i smanjujući razgradnju jakog vazodilatatora (bradikinina). Naime, širenje krvnih žila dovodi do pada otpora proticanju krvi i posledičnog pada krvnog tlaka.
AKE inhibitori snižavaju arterijski otpor proticanju krvi i povećavaju venski kapacitet, povećavaju srčani minutni volumen i srčani indeks, snižavaju bubrežno-vaskularni otpor te vode povećavanju izlučivanja natrijum-hlorida u urin.
Epidemiološke i kliničke studije pokazale su da AKE inhibitori usporavaju pogoršanje dijabetičke nefropatije nezavisno od antihipertenzivnog učinka. Upravo se taj učinak AKE inhibitora koristi u sprečavanju zatajenja bubrega kod dijabetičara.
Pokazalo se da su AKE inhibitori imaju uticaja i u nekim drugim srčanim bolestima, čak i kod pacijenata s normalnim krvnim pritiskom. Korištenje maksimalnih doza AKE inhibitora kod ovih pacijenata (prevencija dijabetičke nefropatije, kongestivnog zatajenja srca, prevencija kardiovaskularnih bolesti) opravdano je zbog toga što to unaprjeđuje rezultate lečenja, neovisno o učinku ACE inhibitora na snižavanje krvnog pritiska. Takva terapija, međutim, zahteva pažljivo i postupno određivanje doze kako bi se sprečile nuspojave zbog brzog padanja pritiska (vrtoglavica, nesvestica i dr.).

## Upotreba
AKE inhibitori koriste se kod: 
- prevencije kardiovaskularnih bolesti
- kongestivnog zatajenja srca
- hipertenzije
- poremećaja leve srčane komore
- prevencije zatajenja bubrega u šećernoj bolesti.

U nekim od ovih bolesti i stanja AKE inhibitori koriste se kao lekovi prvog izbora s obzirom da su se neki AKE inhibitori pokazali superiornim nad ostalim grupama lekova u smanjenju morbiditeta i mortaliteta.
AKE inhibitori se ne smeju koristiti u trudnoći - može doći do ozbiljnih oštećenja ploda pa i smrti fetusa. U dojenju se takođe ne preporučuju.
AKE inhibitori ne bi trebalo da se koristite u slučajevima kada je prethodna upotreba AKE inhibitora uzrokovala angioedem, u slučajevima suženja arterija u bubrezima, a s posebnim oprezom se mogu koristiti kod pacijenata s oštećenim bubrezima, sa stanjima poremećaja srčanih zalistaka, hipovolemije i dehidracije te hemodijalize brzog toka s poliakrilonitrilnim membranama. Trudnice i žene koje planiraju zatrudnjeti ne bi smjele koristiti AKE inhibitore. Suplementacija kalijumom treba biti pod pomnim nadzorom zbog toga što AKE inhibitori mogu uzrokovati preveliku količinu kalijuma u krvi.
Moguće nuspojave AKE inhibitora jesu hipotenzija, kašalj, hiperkalemija, glavobolja, mučnina, slabost, povraćanje te oštećenje bubrega. Stalni i uporni kašalj relativno je česta nuspojava koja proizlazi iz činjenice da AKE inhibitori povisuju novo bradikinina u plućima. Naime, bradikinin je materija koja izaziva refleks suvog kašlja. Pacijenti koji pate od jakog kašlja često prestaju koristiti AKE inhibitore i prelaze na antagoniste receptora angiotenzina. Osip i poremećaji ukusa nisu tako česti, a uglavnom se javljaju kod kaptoprila. Oštećenje bubrega predstavlja znatnu nuspojavu svih AKE inhibitora i povezano je s učinkom angiotenzina II na određene funkcije poput protoka krvi u bubrezima. AKE inhibitori mogu izazvati oštećenje bubrega kod pacijenata koji imaju suženje bubrežne arterije. Ovo je posebno problem kod pacijenata koji istodobno uzimaju NSAID i diuretike – takozvani engl. triple whammy efekt – takvi su pacijenti na vrlo visokom riziku od razvoja bubrežnog zatajenja.
Kod nekih pacijenata se zbog povišenja nivoa bradikinina zna razviti angioedem, a čini se da je u toj nuspojavi izrazito bitna genetska predisponiranost.

## Primeri AKE inhibitora
AKE inhibitore prema njihovoj hemijskoj strukturi delimo u tri grupe:
- AKE inhibitori koji sadrže sulfhidrilnu grupu: kaptopril, prvi AKE inhibitor
- AKE inhibitori koji sadrže dikarboksilatnu grupu. To je najbrojnija grupa u koju spadaju: enalapril, cilazapril, ramipril, kvinapril, perindopril, lizinopril, trandolapril, spirapril, benazepril, delapril, meksipril, temokapril, zofenopril
- AKE inhibitori koji sadrže fosfonatnu grupu: fosinopril

### Prirodni AKE inhibitori
Mnogi zmijski otrovi sadrže peptide koji su jaki AKE inhibitori. Na primer predoziranje kaptoprilom ima isti učinak kao i ugriz brazilske zmije Bothrops jararaca. Kazokini i laktokini su razgradni produkti kazeina i sirutke koji se javljaju nakon konzumacije mlečnih proizvoda, pogotovo kiselog mleka. Njihov uticaj na krvni pritisak još je neistražen.

## Korištenje s drugim antihipertenzivnim lekovima
Kako se lečenje hipertenzije retko provodi samo jednim lekom, tako se došlo do zaključka da su kombinacije antihipertenzivnih lekova opravdane. Do određivanja koji lek će se s kojim kombinovati u fiksne kombinacije dolazi nakon dugih godina bogate kliničke prakse - naime, dolazi se do jasnih spoznaja koji lekovi u kojim dozama primijenjeni zajedno dovode do poboljšanog zajedničkog, sinergijskog učinka kod većine pacijenata. Tim kombinacijama postiže se da pacijenti lakše sarađuju i da se bolje pridržavaju terapije - umesto nekoliko, treba da popiju obično samo jednu tabletu dnevno. ACE inhibitori se kombinuju u fiksne kombinacije s diureticima i blokatorima kalcijumovih kanala.
AKE inhibitori se vrlo često kombinuju s diureticima radi boljeg postizanja kontrole hipertenzije (obično tiazid), kada sam AKE inhibitor nije dovoljno delotvoran ili u slučajevima hroničnog srčanog zatajenja (obično furosemid). Stoga na tržištu postoje posebni lekovi koji su kombinacija AKE inhibitora i diuretika hidroklorotiazida u obliku jedne tablete koja omogućuje jednostavniju primenu. Kombinacija AKE inhibitora i hidroklorotiazida je zanimljiva i sa strane kalijuma – iako hidroklorotiazid snižava nivo kalijuma u krvi AKE inhibitori uzrokuju povišenje nivoa kalijuma u krvi, stoga se ta dva učinka zbrajaju i poništavaju, pa do disbalansa kalijuma ne dolazi. Ove fiksne kombinacije pokazale su se vrlo efikasnim i svrsishodnim i njihova upotreba je u porastu. Gotovo svaki AKE inhibitor ima svoju fiksnu kombinaciju s hidroklorotiazidom.
Osim s diureticima, AKE inhibitori se kombinuju i s blokatorima kalcijumovih kanala. Na primer, na hrvatskom tržištu postoji fiksna kombinacija verapamila u obliku s postupnim otpuštanjem i trandolaprila. To predstavlja kompatibilnu kombinaciju sinergističkog antihipertenzivnog učinka. Ista kombinacija lekova ima neutralni učinak na metabolizam lipida i ugljenih hidrata. Klinička iskustva ukazuju na nefroprotektivni učinak ove kombinacije, što je posebno značajno u lečenju hipertenzije kod bolesnika sa dijabetesom i drugih bolesnika s oštećenom funkcijom bubrega. Obe komponente ove kombinacije imaju koristan učinak u sekundarnoj prevenciji nakon prebolelog infarkta srca. Osim trandolaprila u svetu se sa blokatorima kalcijumovih kanala kombinuje još i ramipril.